# Can Bofill (Tordera)
Can Bofill és una obra del municipi de Tordera (Maresme) inclosa en l'Inventari del Patrimoni Arquitectònic de Catalunya.

## Descripció
Es tracta d'una masia situada en el veïnat de Sant Andreu, davant del camí que duu a l'ermita del mateix nom. De fet els camps d'aquesta propietat s'estenen per la zona baixa de la riera de Can Brugada. La masia pertany al grup IV, de cos central i dos laterals paral·lels. Per l'estil de les motllures de les finestres, de tipus clàssic, probablement fou construïda al segle xviii. Cal destacar en la façana, al nivell de les golfes, un matacà. Es completa l'arquitectura els grans carreus dels angles i el rellotge de sol, gravat l'any 1880. Malgrat el seu bon aspecte, aquesta masia és deshabitada. Els terrenys són conreats i probablement la casa és utilitzada com a segona residència.
Matacà:
Situat a la part superior de les golfes de la façana de Can Bofill. La seva funció defensiva passa desapercebuda a una certa distància: el matacà servia per atacar per sorpresa als saquejadors de les cases.
Aquests elements defensius no és gaire freqüent de veure'ls en masies pròximes. Si bé hi ha torres de defensa en les muntanyes dels voltants, el matacà de Can Bofill és l'únic element defensiu que es conserva en gairebé tot el terme municipal de Tordera. Aquest matacà respon a conflictes bèl·lics posteriors més vinculats a les invasions i guerres civils vingudes de l'interior (invasions napoleòniques, guerres carlines, etc).